# Jaroslav Hutka

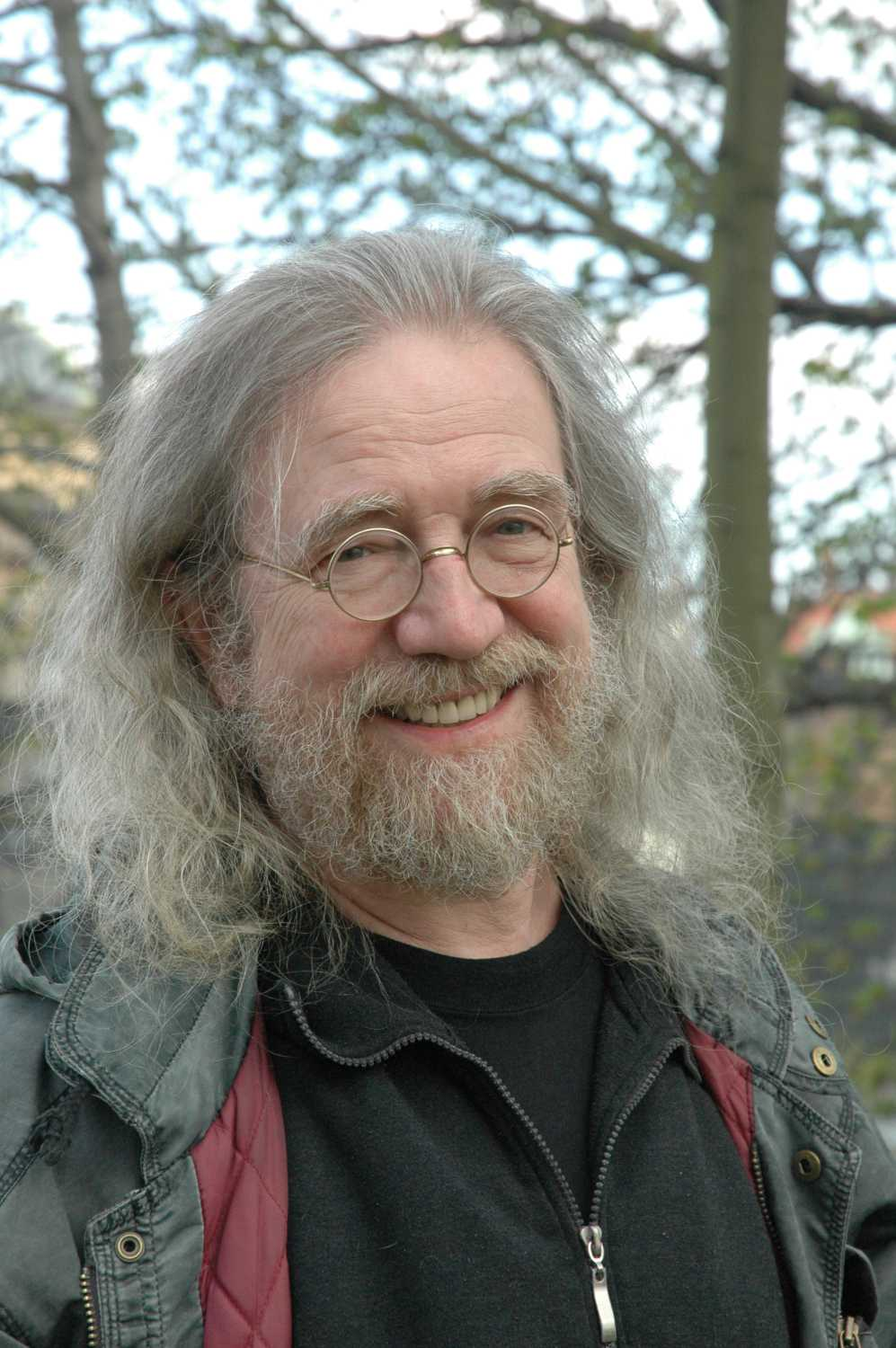
Jaroslav Hutka

Jaroslav Hutka (* 21. April 1947 in Olomouc) ist ein tschechischer Liedermacher, Komponist, Songwriter und Essayist.

## Leben
Jaroslav Hutka stammt aus einer sogenannten „bürgerlichen“ Familie. Der Vater hatte ein Möbelgeschäft, weshalb die Familie in den frühen 50er Jahren Verfolgung und Zwangsaussiedlung ausgesetzt war. 1964 ging Hutka zum Kunststudium nach Prag, kaufte sich eine Gitarre und erarbeitete sich ein Liederrepertoire, das er auf öffentlichen Plätzen in Prag vortrug.
Schon bald folgten große Konzerte mit eigenen Liedern. Nach der Niederschlagung des Prager Frühlings geriet er in Konflikt mit staatlichen Behörden. Als Unterzeichner der Charta 77 war er zahlreichen Schikanen und Verfolgungen ausgesetzt.
1977 wurde er bezichtigt, ein Gewerbe ohne Erlaubnis zu betreiben – dies sollte weitere Auftritt verhindern. Heute ist bekannt, dass unter dem damaligen Innenminister Jaromír Obzina durch die "Aktion Sanierung" (Akce Asanace) ca. 280 Unterzeichner der "Charta 77" mittels physischer und psychischer Schikanen gezwungen wurden, das Land zu verlassen. 1978 entschied sich Hutka für die Emigration und lebte bis 1989 in den Niederlanden. Am 25. November 1989 kehrte er nach Prag zurück. Erst nach stundenlangen Verhandlungen mit den Behörden durfte er das Flughafengebäude verlassen. Seine ersten Auftritte auf dem Letná-Plateau wurden von ca. 1 Million Menschen begeistert aufgenommen.
Auf Einladung des damaligen Bundespräsidenten Roman Herzog kam Jaroslav Hutka im Jahre 1996 zusammen mit der Delegation um Václav Havel zu einem Treffen tschechischer und deutscher Dissidenten nach Berlin und gab im Schloss Bellevue ein Konzert. 
Anlässlich des 30. Jahrestages des Mauerfalls sang Jaroslav Hutka am 9. November 2019 in der Berliner Kapelle der Versöhnung nach der Ansprache von Bundeskanzlerin Angela Merkel sein Lied "Namĕšť".
Jaroslav Hutka lebt heute in Prag.

## Diskografie
- Stůj, břízo zelená – Supraphon, Prag 1974/75 |
- Vandrovali hudci – Supraphon, Prag 1976
- Pravděpodobné vzdálenosti – Šafrán, Prag 1978; Uppsala 1979
- Minulost mává nám – Šafrán, Prag 1978; Uppsala 1979
- Hier is mijn thuis (Zde domov můj) – Paladyn, Rotterdam 1984
- Nizozemí – 1988
- Návrat – Supraphon, Prag 1990
- Novinové sloupy – Šafrán, Prag 1990
- Vyjdi slunko – Šafrán, Prag 1990
- Jaroslav Hutka & Radim Hladík Pánbů na poli – Prag, Reflex 1991
- Auswahl aus Návrat a Pánbů…, Pravděpodobné vzdálenosti, Stůj břízo zelená, Proč, Proč – Fosil 1998, Prag
- Vandrovali hudci – Sony music a Bonton, Prag 1999
- Slunečnice – Black Point, Prag 1999
- Tango o Praze – Black Point, Prag 1999
- Tak jako květ, 2011

Zusammen mit anderen Musikern:
- Šafrán – Hutka, Lutka, Třešňák, Voňková – Supraphon, Prag 1977;

Prag 1990
- Zakázaní zpěváci druhé kultury – Marta Kubišová, Jaroslav Hutka, Vladimír Veit, Karel Soukup, Svatopluk Karásek, Vlasta Třešňák – Šafrán, Stockholm 1978; Uppsala 1982 (1977 noch in Prag aufgenommen)
- Křesťanské songy a podobenství – Multisonic, Prag 1990

## Quelle
- Michaela Nondková, Milena Vojtková, Jaroslav Hutka – Písničkář, básník, prozaik, fejetonista. Lebenslauf in: Slovník české literatury po roce 1945 (Lexikon der tschechischen Literatur nach 1945), online auf: hutka.cz/.../slovnik
- Doris Liebermann, Jürgen Fuchs, Vlasta Wallat (Hrsg.): Dissidenten, Präsidenten und Gemüsehändler. Tschechische und ostdeutsche Dissidenten 1968–1998 (= Veröffentlichungen des Instituts für Kultur und Geschichte der Deutschen im Östlichen Europa. Bd. 11). Klartext-Verlag, Essen 1998, ISBN 3-88474-678-2.